# Museo Fotográfico Simik

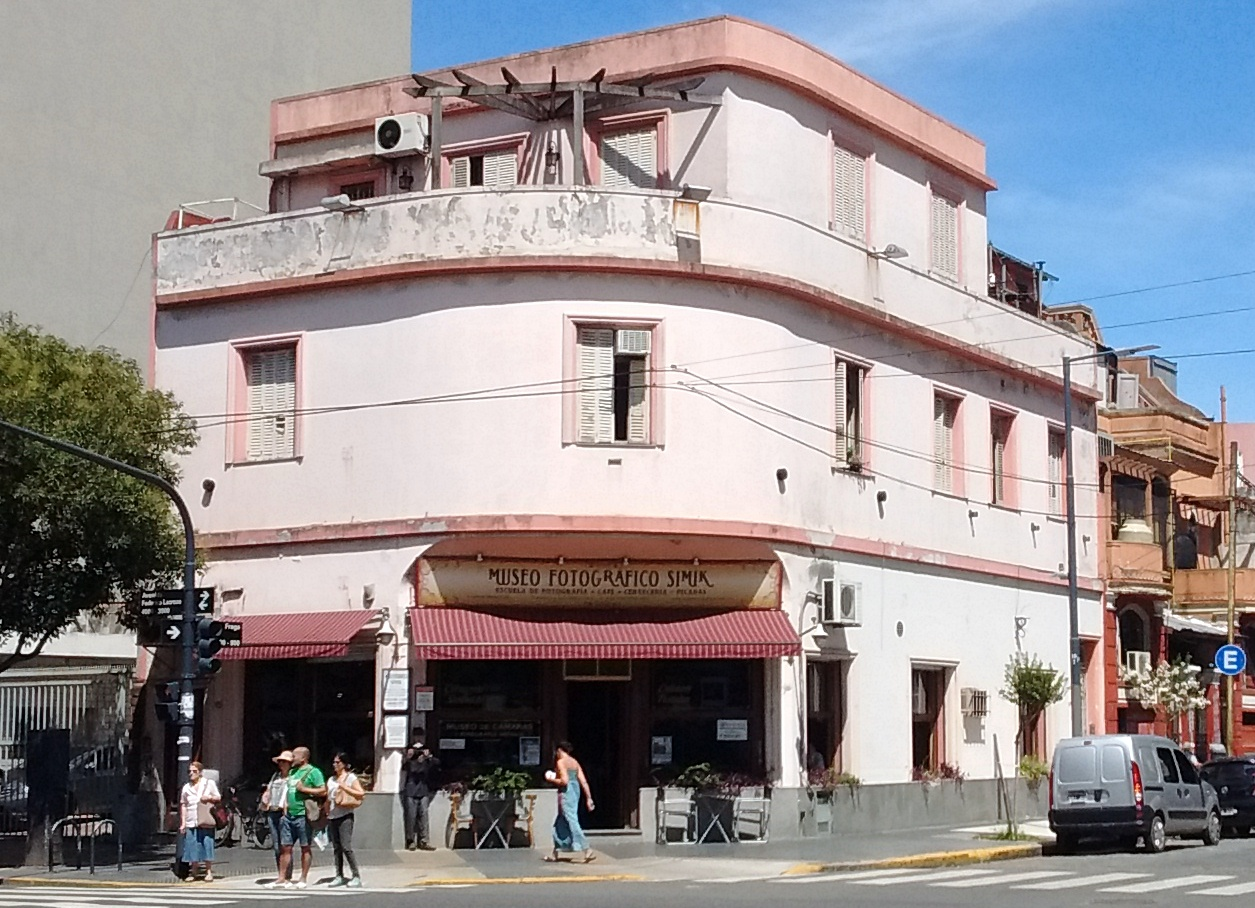
El bar "Palacio" alberga al Museo Fotográfico Simik

El Museo Fotográfico Simik se encuentra dentro del bar "Palacio", en la Avenida Federico Lacroze 3901 (esquina con calle Fraga), en el barrio de Chacarita, en Buenos Aires, Argentina. 
Sus objetivos son la preservación del patrimonio fotográfico de la ciudad de Buenos Aires y la organización de actividades relacionadas con la historia y la difusión de las expresiones artísticas a través de las cámaras fotográficas.
El museo está instalado dentro de un bar con la idea de que cualquier persona pueda conocer el origen y el desarrollo de la fotografía y sus instrumentos. Es privado y gratuito, no es necesario consumir nada para visitarlo.
El museo fue declarado de Interés Cultural por la Legislatura de La Ciudad Autónoma de Buenos Aires tanto en 2005, por sus aportes a la conservación del patrimonio de la ciudad, como en 2012, por a las actividades culturales que en él se realizan.
Desde 2011 se considera al bar Palacio que lo alberga un bar notable de la Ciudad de Buenos Aires.

## Historia

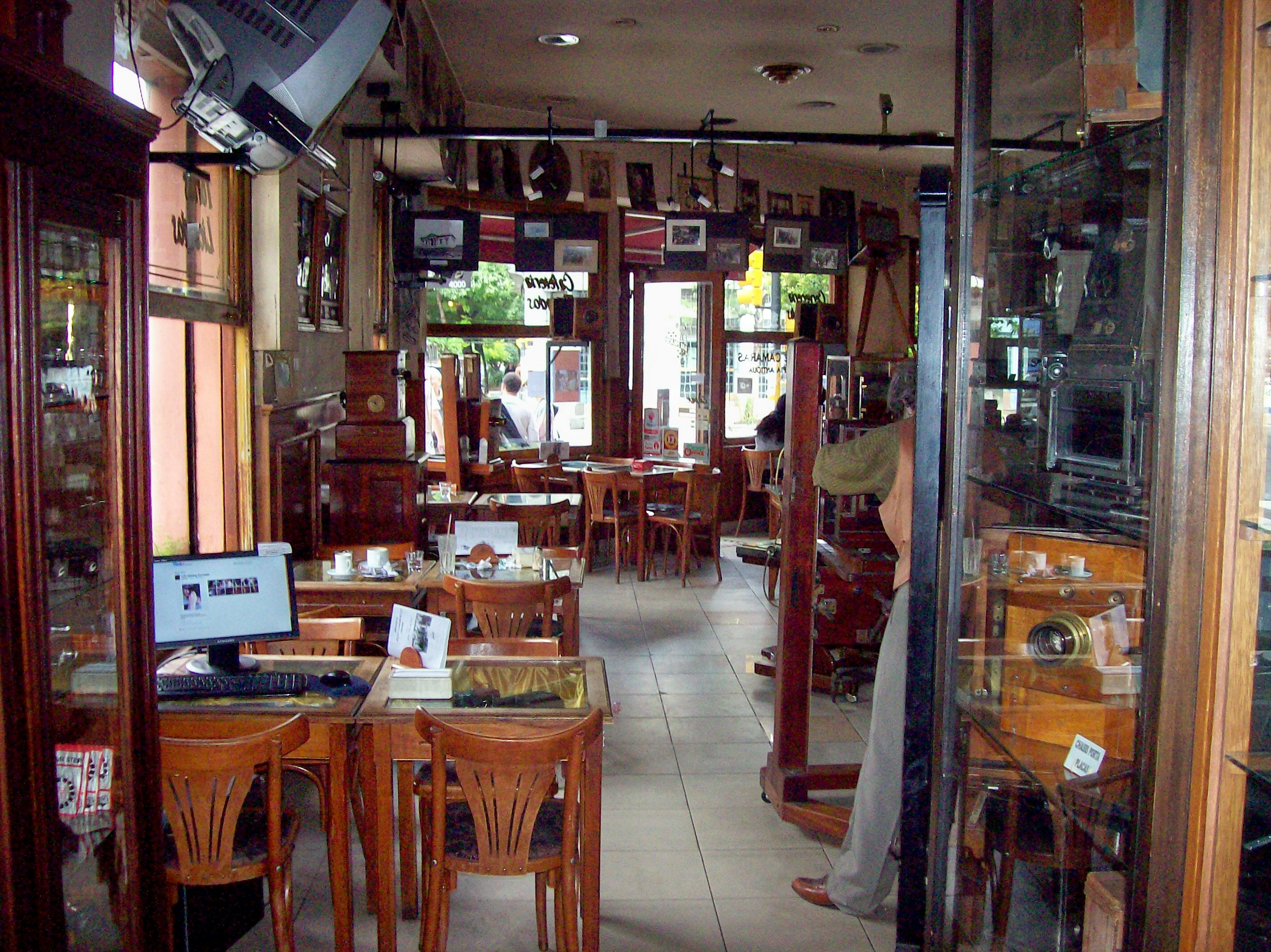
Interior del bar-museo

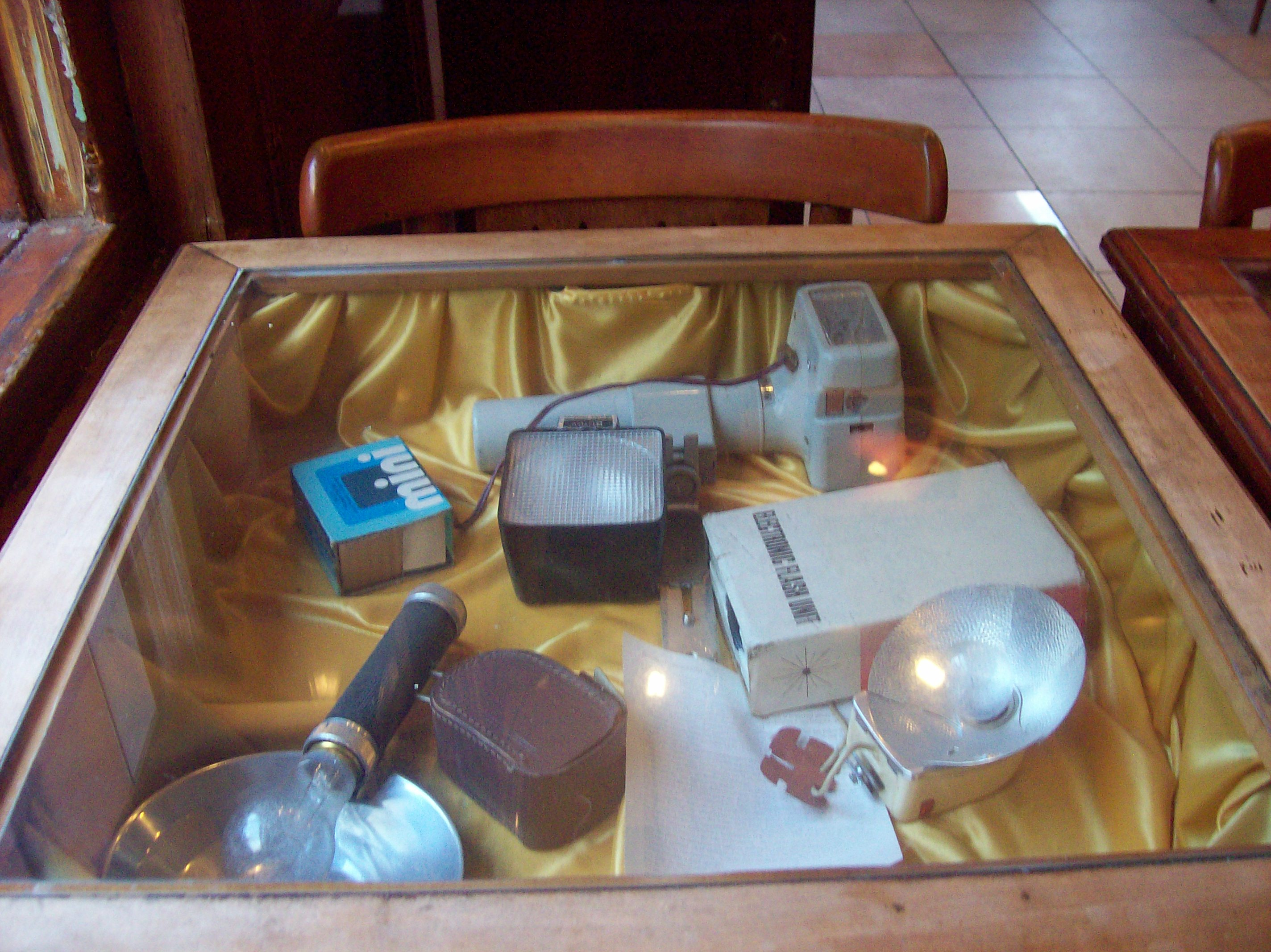
Cada mesa es a su vez una pequeña vitrina.

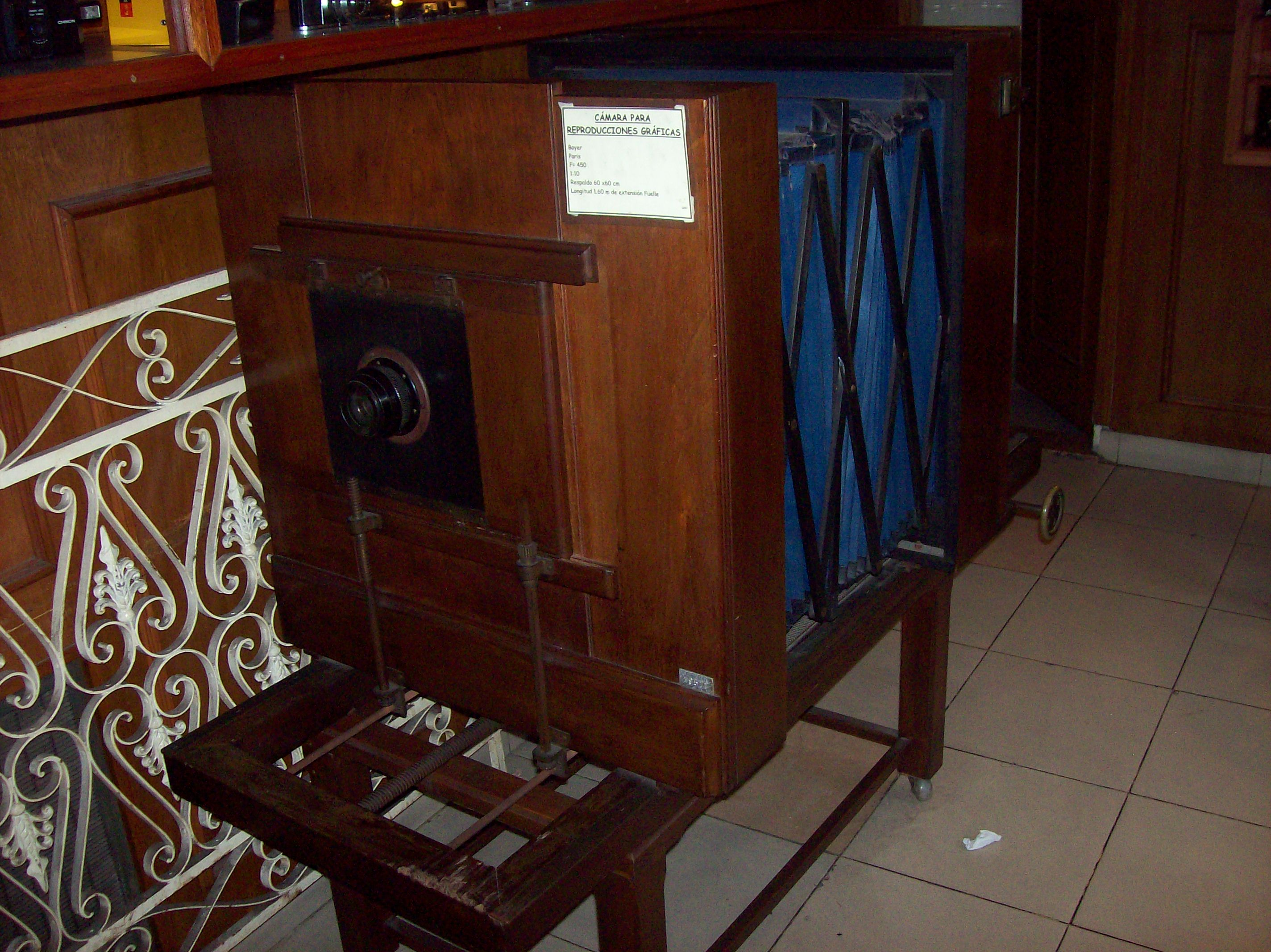
Antigua cámara con fuelle de 1,6 m.

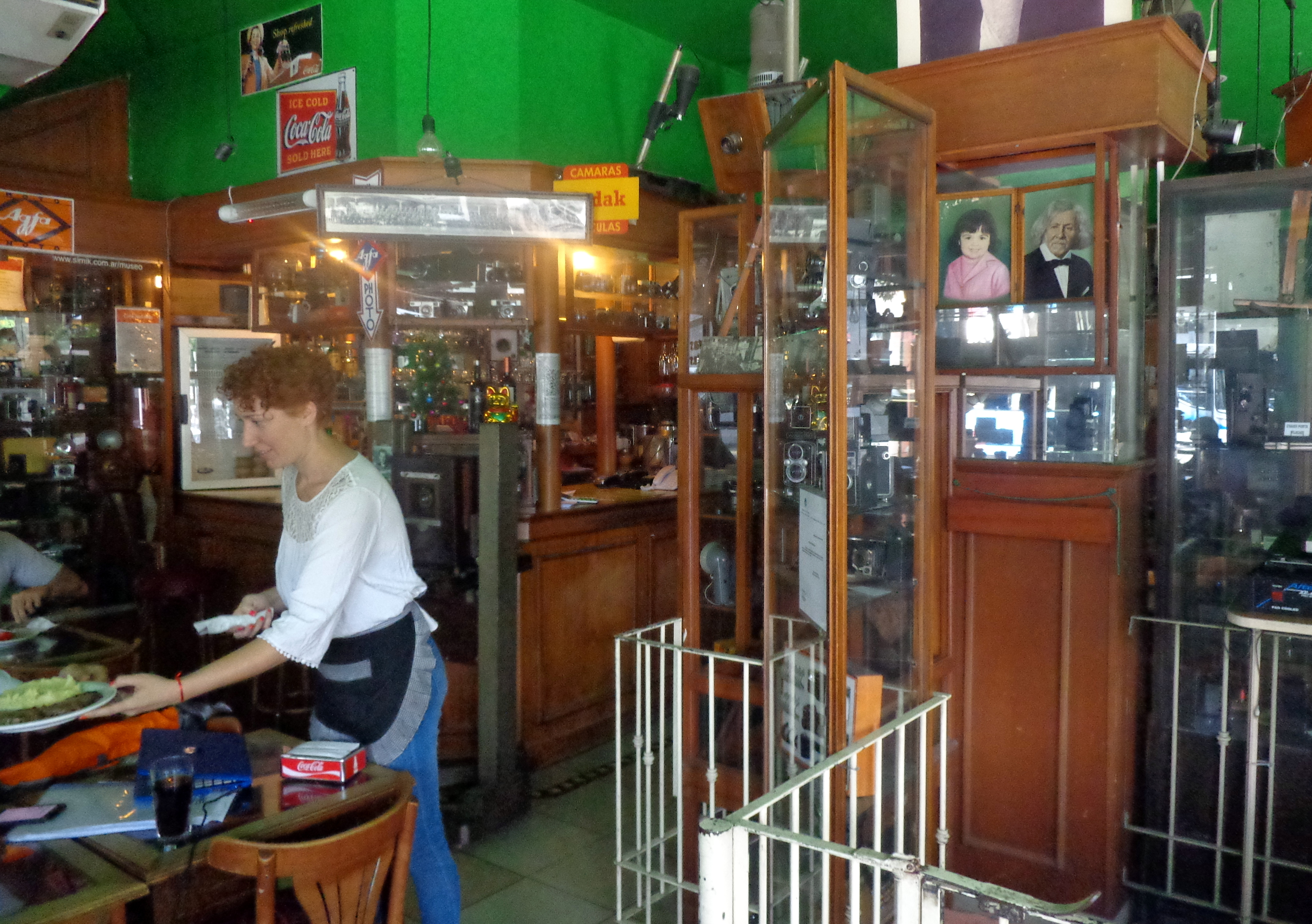
Se disfruta tanto del bar como de los elementos fotográficos en exposición.

Alejandro Simik se interesó por la fotografía cuando era bombero y solía acompañar al fotógrafo que hacía las pericias de los incendios. Entonces se decidió a hacer un curso en la Asociación de Fotógrafos Profesionales y comenzó a hurgar en ferias y viejos armarios de familiares y amigos en busca de antiguas cámaras fotográficas.
Aprovechó un bar del cual era propietario, en la esquina de las avenidas Federico Lacroze y Fraga, (Lacroze 3901), en el  barrio de la Chacarita, para fundar en 2001, el "Museo Fotográfico Simik". Según sus propias palabras, esto en parte lo hizo para combatir la depresión de aquel año de profunda crisis económica y política en la Argentina:

En aquel año con la depresión económica no había nada de trabajo, sobraba mucho el tiempo y para no ir a un sicólogo me tuve que entretener con algo y me puse a buscar cámaras antiguas y recorriendo, investigando, me apasioné"

Por otro lado, quería generar un lugar de consulta y encuentro para coleccionistas y apasionados de las cámaras y fotos antiguas.

La idea del museo empezó a tomar forma porque tenía ganas de transmitir en forma didáctica, visual y técnica la evolución que ha tenido la fotografía. Al principio, sólo daba clases gratuitas de introducción en el bar y hoy he ampliado las actividades a muestras fotográficas mensuales y charlas abiertas".

El Museo comenzó a funcionar en febrero de 2002 en un local del bar. El principal objetivo del mismo es la transmisión didáctica, visual y técnica de la evolución de la fotografía y las cámaras fotográficas desde sus inicios. Cualquiera puede, en forma libre y gratuita, disfrutar de él.
En octubre del 2005 la Legislatura de la Ciudad de Buenos Aires lo declaró sitio de interés cultural por sus aportes realizados a la preservación del patrimonio nacional, y nuevamente en 2012, por sus aportes a la conservación del patrimonio de la ciudad.
Por otra parte, desde 2011, al bar "Palacio" que lo alberga se lo declaró bar notable de la Ciudad de Buenos Aires.

## Descripción

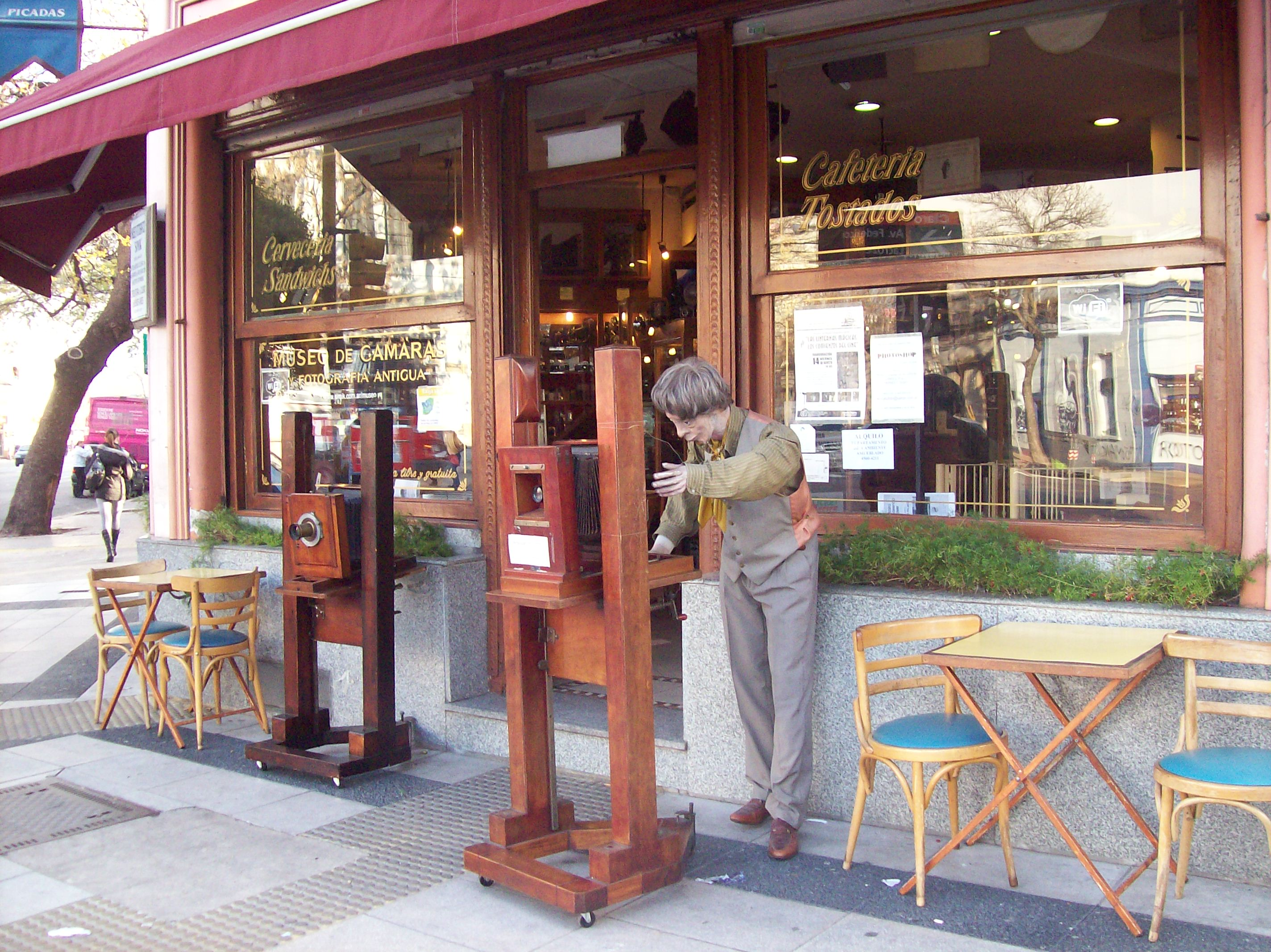
Posee maniquíes representando al antiguo oficio del fotógrafo.

La idea de instalar el museo dentro del bar surgió con el objetivo de que cualquiera pueda conocer el origen y el desarrollo de las cámaras fotográficas. No es necesario abonar entrada o tomar un café para visitar el lugar. El museo casi no produce más gastos que el de mantener las muchas vitrinas adosadas a sus paredes.
En el lado exterior de la puerta de ingreso principal, una estatua personifica a un fotógrafo antiguo, con su vieja cámara, que invita a entrar. 
En el interior de este bar-museo se hallan muy diversos objetos relacionados con la historia de la fotografía, de gran valor histórico y emotivo.  La colección comprende más de 4.000 fotografías, que por cuestiones de espacio se van rotando y exhibiendo en diferentes oportunidades, por época o tema.
Hay, por ejemplo, un visor de imágenes estereoscópicas, hecho en Francia en 1893, que permite contener 220 vistas de vidrio o papel. También hay más de 600 antiguas cámaras de galería y de cajón; de estudio y con ruedas para hacerlas portátiles, utilizadas entre 1870 y 1950. La más antiguas son de madera, con fuelle y objetivo de bronce. Además se exhiben daguerrotipos norteamericanos y argentinos, y también ambrotipos y ferrotipos de diversos orígenes.
El Museo cuenta con un estudio fotográfico con elementos de última generación, en el que se puede trabajar con cámaras de formato grande (placa de 10 por 12), medio, en sus diversas variantes, y también en digital.
El "Bar Palacio", posee servicio de cafetería y una carta sencilla, internet gratuito y computadoras de acceso libre. 
En la planta inferior del café se dictan cursos de fotografía y los viernes por la noche hay algún espectáculo musical, como jazz en vivo.